# Tainîțea, Tetiiv
Tainîțea (în ucraineană Тайниця) este o comună în raionul Tetiiv, regiunea Kiev, Ucraina, formată numai din satul de reședință.

## Demografie
Componența lingvistică a comunei Tainîțea
     Ucraineană (99,4%)
     Alte limbi (0,45%)
Conform recensământului din 2001, majoritatea populației comunei Tainîțea era vorbitoare de ucraineană (99,4%), existând în minoritate și vorbitori de alte limbi.